# Henry Beaufort (bisschop)
Henry Beaufort (Goudet, ca. 1375 - Wolvesey Castle, 11 april 1447) was kardinaal, bisschop van Winschester en lid van het koninklijke huis Plantagenet.

## Biografie
Henry Beaufort werd als een buitenechtelijke zoon geboren van Jan van Gent bij zijn toenmalige maîtresse Katherine Swynford. Hij kreeg een kerkelijke opleiding en nadat zijn ouders in 1396 uiteindelijk met elkaar trouwden werden hij en zijn broers een jaar later tot legitieme kinderen verklaard. Ze werden echter alleen uitgesloten van de troon. Op 17 oktober 1398 werd hij benoemd tot bisschop van Lincoln.
Toen zijn halfbroer Hendrik Bolingbroke de nieuwe koning van Engeland was geworden werd Henry Beaufort in 1403 benoemd tot lord chancellor. Die functie legde hij na een jaar weer neer toen hij werd benoemd tot bisschop van Winchester. Na de dood van Hendrik IV werd hij ditmaal door Hendrik V tot lord chancellor benoemd. Hij bleef een belangrijke positie aan het hof houden ook na de dood van Hendrik V toen hij voor diens Hendrik VI het regentschap voerde samen met Humphrey van Gloucester.
In 1426 werd Henry Beaufort door paus Martinus V tot kardinaal benoemd en werd hij de pauselijke legaat in Hongarije en Bohemen. In die positie voerde hij een leger aan tijdens de Hussietenoorlogen, maar zijn troepen werden echter verslagen. In 1431 was hij aanwezig bij het proces tegen Jeanne d'Arc dat geleid werd door Pierre Cauchon. Nadien zou hij actief blijven in de politiek van Engeland totdat hij in 1447 overleed.

## Voorouders
| Voorouders van Henry Beaufort | Voorouders van Henry Beaufort                                                 | Voorouders van Henry Beaufort                                                 | Voorouders van Henry Beaufort                                                 | Voorouders van Henry Beaufort                                                 | Voorouders van Henry Beaufort                                  | Voorouders van Henry Beaufort                                  | Voorouders van Henry Beaufort                                  | Voorouders van Henry Beaufort                                  |
| ----------------------------- | ----------------------------------------------------------------------------- | ----------------------------------------------------------------------------- | ----------------------------------------------------------------------------- | ----------------------------------------------------------------------------- | -------------------------------------------------------------- | -------------------------------------------------------------- | -------------------------------------------------------------- | -------------------------------------------------------------- |
| Overgrootouders               | Eduard II van Engeland (1284-1327) ∞ 1308 Isabella van Frankrijk (1292-1258)  | Eduard II van Engeland (1284-1327) ∞ 1308 Isabella van Frankrijk (1292-1258)  | Willem III van Holland (1287-1337) ∞ 1305 Johanna van Valois (1294-1352)      | Willem III van Holland (1287-1337) ∞ 1305 Johanna van Valois (1294-1352)      | ? (-) ∞ 1310 ? (-)                                             | ? (-) ∞ 1310 ? (-)                                             | ? (-) ∞ 1310 ? (-)                                             | ? (-) ∞ 1310 ? (-)                                             |
| Grootouders                   | Eduard III van Engeland (1312-1377) ∞ 1328 Filippa van Henegouwen (1314-1369) | Eduard III van Engeland (1312-1377) ∞ 1328 Filippa van Henegouwen (1314-1369) | Eduard III van Engeland (1312-1377) ∞ 1328 Filippa van Henegouwen (1314-1369) | Eduard III van Engeland (1312-1377) ∞ 1328 Filippa van Henegouwen (1314-1369) | Paon de Roet (1310-1380) ∞ ? (-)                               | Paon de Roet (1310-1380) ∞ ? (-)                               | Paon de Roet (1310-1380) ∞ ? (-)                               | Paon de Roet (1310-1380) ∞ ? (-)                               |
| Ouders                        | Jan van Gent (1340-1399) ∞ 1396 Katherine Swynford (1350-1403)                | Jan van Gent (1340-1399) ∞ 1396 Katherine Swynford (1350-1403)                | Jan van Gent (1340-1399) ∞ 1396 Katherine Swynford (1350-1403)                | Jan van Gent (1340-1399) ∞ 1396 Katherine Swynford (1350-1403)                | Jan van Gent (1340-1399) ∞ 1396 Katherine Swynford (1350-1403) | Jan van Gent (1340-1399) ∞ 1396 Katherine Swynford (1350-1403) | Jan van Gent (1340-1399) ∞ 1396 Katherine Swynford (1350-1403) | Jan van Gent (1340-1399) ∞ 1396 Katherine Swynford (1350-1403) |
| Henry Beaufort (1375-1447)    |                                                                               |                                                                               |                                                                               |                                                                               |                                                                |                                                                |                                                                |                                                                |